# Пејзли (Орегон)
Пејзли (енгл. Paisley) град је у америчкој савезној држави Орегон.

## Демографија
По попису из 2010. године број становника је 243, што је 4 (-1,6%) становника мање него 2000. године.
| Група             | 2000.       | 2010.       |
| Белци             | 241 (97,6%) | 224 (92,2%) |
| Афроамериканци    | 0 (0,0%)    | 5 (2,1%)    |
| Азијати           | 1 (0,4%)    | 2 (0,8%)    |
| Хиспаноамериканци | 3 (1,2%)    | 4 (1,6%)    |
| Укупно            | 247         | 243         |